# Vanhantalonsaari
Vanhantalonsaari är en halvö i Finland. Den ligger i sjön Vikajärvi och i kommunen Rovaniemi i den ekonomiska regionen  Rovaniemi ekonomiska region  och landskapet Lappland, i den norra delen av landet, 700 km norr om huvudstaden Helsingfors.